# Lowell Bailey
Lowell Conrad Bailey (Siler City, 15 de julio de 1981) es un deportista estadounidense que compitió en biatlón.
Ganó una medalla de oro en el Campeonato Mundial de Biatlón de 2017 y una medalla de bronce en el Campeonato Europeo de Biatlón de 2018.
Participó en cuatro Juegos Olímpicos de Invierno, entre los años 2006 y 2018, ocupando el séptimo lugar en Sochi 2014 y el sexto en Pyeongchang 2018, en la prueba por relevos.

## Palmarés internacional
| Campeonato Mundial | Campeonato Mundial   | Campeonato Mundial | Campeonato Mundial      |
| Año                | Lugar                | Medalla            | Prueba                  |
| ------------------ | -------------------- | ------------------ | ----------------------- |
| 2017               | Hochfilzen (Austria) | Medalla de oro     | Individual              |
| Campeonato Europeo |                      |                    |                         |
| Año                | Lugar                | Medalla            | Prueba                  |
| 2018               | Val Ridanna (Italia) | Medalla de bronce  | Relevo mixto individual |